# Nebria carbonaria
Nebria carbonaria (лат.) — вид жуков-жужелиц из подсемейства плотинников. Распространён в Камчатском крае (в том числе отмечен в Быстринском природном парке), а также на входящих в состав Сахалинской области России северных Курильских островах (Шумшу, Парамушир, Онекотан). Длина тела имаго 8,5—10,3 мм. Эпиплевры надкрылий чёрные.